# The Hissing of Summer Lawns
| 전문가 평가                   | 전문가 평가 |
| 평가 점수                     | 평가 점수   |
| 출처                          | 점수        |
| ----------------------------- | ----------- |
| AllMusic                      | [ 2 ]       |
| Christgau's Record Guide      | B           |
| Le Guide du CD                | [ 4 ]       |
| MusicHound                    | [ 5 ]       |
| Pitchfork                     | 10/10       |
| Paul Roland                   | [ 4 ]       |
| Rolling Stone                 | (mixed)     |
| The Rolling Stone Album Guide | [ 8 ]       |
| Martin C. Strong              | 8/10        |
| Encyclopedia of Popular Music | [ 9 ]       |

《The Hissing of Summer Lawns》는 캐나다의 싱어송라이터 조니 미첼이 1975년에 발매한 일곱 번째 스튜디오 음반이다.

## 배경
1975년 초 미첼은 스튜디오에 들어가 《Court and Spark》 투어 이후 작곡한 곡들의 어쿠스틱 데모를 녹음했다. 몇 달 후 그녀는 밴드와 함께 그 곡들의 버전을 녹음했다. 그녀의 음악적 관심은 이제 그 시대의 포크와 팝 양쪽으로부터 덜 구조화되고 재즈에서 영감을 받은 더 넓은 범위의 악기들로 갈라지고 있었다. 〈The Jungle Line〉에서 미첼은 아프리카 음악가들의 루프 레코딩이 포함된 샘플링을 포함한 첫 번째 상업 발매 곡으로 인정받고 있다. 이러한 표본 추출은 1980년대 웨스턴 록 활동에서 더 흔해졌다. 〈In France The Kiss on Main Street〉는 《Court and Spark》의 무성한 팝 사운드를 이어갔고, 타이틀곡과 〈Edith and the Kingpin〉과 같은 노력은 남가주 교외 생활의 밑바닥을 연대순으로 기록했다.

## 반응
이 음반은 처음에는 혹평을 받았다. 《롤링 스톤》에서 스티븐 홀든은 음반의 가사는 인상적이었지만 음악은 실패했다고 썼다. "《The Hissing of Summer Lawns》가 상당한 문학작품을 제공한다면, 그것은 실체 없는 음악으로 설정될 것입니다. 톰 스캇의 L.A. 익스프레스 멤버 4명이 《The Hissing of Summer Lawns》에 참여하고 있지만, 그들의 영감을 받지 않은 재즈 록 스타일은 미첼의 로맨틱한 스타일에 완전히 반대합니다. 《The Hissing of Summer Lawns》는 궁극적으로 산만한 사운드트랙이 있는 훌륭한 팝시 모음집입니다. 먼저 읽어보세요. 그럼 틀어주세요."
하지만, 이 음반의 명성은 몇 년 동안 점점 더 높아졌다. 음악 작가 하워드 수네스는 《The Hissing of Summer Lawns》 미첼의 걸작을 "《Blood on the Tracks》와 나란히 설 LP"라고 평했다. 평생 미첼의 팬이었던 프린스는 인터뷰에서 이 음반을 칭찬하며 좋아했다.
1977년, 제19회 그래미 어워드에서, 미첼은 이 음반으로 그래미 어워드 최우수 여성 팝 보컬 퍼포먼스 후보에 올랐다.
이 음반은 로버트 다이머리가 선정한 《죽기 전에 꼭 들어야 할 앨범 1001》에 포함됐으며, 2020년 《롤링 스톤》은 역사상 가장 위대한 음반 500장 중 2020년판 258위에 랭크됐다.

## 곡 목록
모든 곡들은 특별한 언급이 없는 한 조니 미첼에 의해 작사/작곡하였다.
| #  | 제목                                   | 재생 시간 |
| -- | -------------------------------------- | --------- |
| 1. | 〈In France They Kiss on Main Street〉 | 3:19      |
| 2. | 〈The Jungle Line〉                    | 4:25      |
| 3. | 〈Edith and the Kingpin〉              | 3:38      |
| 4. | 〈Don't Interrupt the Sorrow〉         | 4:05      |
| 5. | 〈Shades of Scarlett Conquering〉      | 4:59      |

| #  | 제목                            | 작사·작곡                       | 재생 시간 |
| -- | ------------------------------- | ------------------------------- | --------- |
| 1. | 〈The Hissing of Summer Lawns〉 | 미첼, 존 게린                   | 3:01      |
| 2. | 〈The Boho Dance〉              |                                 | 3:48      |
| 3. | 〈Harry's House / Centerpiece〉 | 미첼 / 존 헨드릭스, 해리 에디슨 | 6:48      |
| 4. | 〈Sweet Bird〉                  |                                 | 4:12      |
| 5. | 〈Shadows and Light〉           |                                 | 4:19      |